# Владимирский собор (Переславль-Залесский)
Влади́мирский собор — православный храм в городе Переславле-Залесском Ярославской области, кафедральный собор Переславской епархии Русской православной церкви.

## Ранняя история
Владимирский собор был построен в 1740—1749 годах на средства местного благотворителя — купца Филиппа Угримова. Раньше на его месте стояла деревянная церковь, которая была частью частью Сретенского Новодевичьего монастыря.
Собор считался основным храмом по отношению к соседней церкви Александра Невского. В 1764 году монастырь был упразднен по верховному указу Екатерины II, а собор превращен в приходскую церковь. В годы советской власти здание хотели снести, но посчитали памятником старины и сохранили.